# Wenzendorf (Dolna Saksonia)
Wenzendorf – miejscowość i gmina położona w niemieckim kraju związkowym Dolna Saksonia, w powiecie Harburg, należy do gminy zbiorowej (niem. Samtgemeinde) Hollenstedt.

## Położenie geograficzne
Wenzendorf leży w północno-zachodniej części Pustaci Lüneburskiej na wschód od górnego biegu rzeczki Este.
Od wschodu ma sąsiedztwo z miastem Buchholz in der Nordheide, od północy graniczy z Neu Wulmstorf od północnego zachodu z gminą Hollenstedt, od południowego zachodu i południa graniczy z gminą zbiorową Tostedt.

## Historia
W latach 1934–1945 znajdowały się tu zakłady lotnicze Hamburger Flugzeugbau (HFB) firmy Blohm & Voss.

## Dzielnice gminy
W skład gminy Wenzendorf wchodzą następujące gminy: Dierstorf, Dierstorf - Heide, Klauenburg, Wennerstorf i Wenzendorf.

## Komunikacja
Wenzendorf znajduje się nieopodal autostrady A1 z węzłami komunikacyjnymi Hollenstedt i Rade, jak również w pobliżu skrzyżowania ważnych dróg federalnych B3 na wschodzie gminy i B75 na południu.

## Osoby związane z gminą
W dzielnicy Dierstorf-Heide mieszkał słynny bokser, mistrz świata wagi ciężkiej z lat 1930 - 1932 Max Schmeling.